# Sirana lygropis
Sirana lygropis är en fjärilsart som beskrevs av Collenette 1954. Sirana lygropis ingår i släktet Sirana och familjen tofsspinnare. Inga underarter finns listade i Catalogue of Life.